# 귀환 불능 지점
회항불능지점(PNR,Point of no return) 또는 귀환불가지점은 주로 항공등에서 사용되는 용어로 비행기나 선박등의 운행체가 운항중 경로에서 출발점으로 다시 되돌아갈수있는 가능 경로 및 연료잔량을 계산했을 때 체크되는 위치이다. 따라서 PNR을 지나게 되면 회항시 필요한 연료가 부족함으로 더 이상 귀환은 불가능해진다.
한편 PNR의 개념은 이러한 유용한 의미에서 경로를 다루는 분야뿐만아니라 경제, 정치 등 여러분야에서 사용되고있다.

## 경로상 PNR
그러나 일반적으로 실제적인 운항중 실제 연료소모율의 변화 등을 감안하여 계산되는 경우보다는 사전계획으로 미리 경로상 회항할 수 있는 마지막 지점을 사전 계산하여 표시하며, 특히 좀더 안전성이 보장되는 안전복귀지점(Point of Safe Return)인 PSR을 설정하는 경우도 있다.

## 북핵
최근 북핵과 관련하여 불가역적 진행을 의미하는 복귀불가능지점으로 사용된 예도 있다.

## 같이 보기
- 사건의 지평선(event horizon)